# Lucas-kritiek
De Lucas-kritiek, vernoemd naar het werk van Robert Lucas over macro-economisch beleid, stelt dat het naïef is om de effecten van een verandering in het economisch beleid te proberen volledig te voorspellen op basis van de waargenomen relaties in de historische data, met name sterk geaggregeerde historische data.
Wanneer het beleid verandert, dan wijzigt de relatie tussen verwachtingen en vroegere informatie. Aangezien verwachtingen economische gedrag sturen moeten de relaties in het economisch model ook veranderen. Nieuw klassieke modellen implementeren verwachtingen.

## Voorbeeld
Een belangrijke toepassing van de Lucas-kritiek is haar implicatie dat de historisch negatieve correlatie tussen inflatie en werkloosheid, die bekendstond als de Phillips-curve, zou verdwijnen als de monetaire autoriteiten zouden proberen om gebruik te maken van deze correlatie. Het permanent verhogen van de inflatievoet in de hoop dat dit tot een permanent lagere werkloosheid zou leiden, was een illusie. Conform de theorie van de rationele verwachtingen steeg de inflatievoorspellingen van bedrijven uiteindelijk dusdanig, dat hun werkgelegenheidsbeslissingen veranderden en het Phillips-curve-effect geschiedenis werd.

## De Lucas Surprise Supply Curve
Geanticipeerd monetair/budgettair beleid is inefficiënt, want economische agenten weten dat het een geaggregeerde vraagwijziging is en geen relatieve vraagwijziging. Ze passen hun verwachtingen onmiddellijk aan. Ongeanticipeerd beleid heeft daarentegen wel een invloed op de output, omdat het niet in de verwachtingen opgenomen is. Op lange termijn is ongeanticipeerd beleid ook neutraal. De economische actoren hebben de geaggregeerde vraagwijziging door, hierdoor keert de economie terug naar haar evenwichtstoestand.